# Ginnastica ai Giochi della VII Olimpiade - Concorso svedese a squadre
La competizione del concorso svedese a squadre di ginnastica artistica dei Giochi della VII Olimpiade si tenne il giorno 26 agosto 1920 allo Stadio Olimpico di Anversa.

## Formato
Le squadre erano composte da 16-40 ginnasti che eseguivano gli esercizi simultaneamente. Il limite di tempo era di 1 ora, comprese le marce di ingresso e di uscita. Cinque giudici assegnavano un punteggio valutando le prove sugli esercizi del sistema svedese.

## Classifica finale
| Pos.    | Nazione   | Ginnasti | Totale    |
| ------- | --------- | --- | --------- |
| Oro     | Svezia    | Fausto Acke, Albert Andersson, Karl Arvid Andersson, Helge Bäckander, Bengt Bengtsson, Fabian Biörck, Erik Charpentier, Sture Ericsson, Konrad Granström, Helge Gustafsson, Åke Häger, Ture Hedman, Sven Johnson, Sven-Olof Jonsson, Karl Lindahl, Edmund Lindmark, Bengt Morberg, Frans Persson, Klas Särner, Curt Sjöberg, Gunnar Söderlindh, John Sörenson, Alf Svensén, Gösta Törner                                                               | 1.363,833 |
| Argento | Danimarca | Johannes Birk, Frede Hansen, Kristian Hansen, Frederik Hansen, Hans Hovgaard Jakobsen, Aage Jørgensen, Alfred Jørgensen, Alfred Ollerup, Arne Jørgensen, Knud Kirkeløkke, Jens Lambæk, Kristjan Larsen, Kristian Madsen, Niels Erik Nielsen, Niels Kristian Nielsen, Dynes Pedersen, Hans Pedersen, Johannes Pedersen, Peder Dorf Pedersen, Rasmus Rasmussen, Hans Christian Sørensen, Hans Laurids Sørensen, Søren Sørensen, Georg Vest, Aage Walther | 1.324,833 |
| Bronzo  | Belgio    | Paul Arets, Léon Bronckaert, Léopold Clabots, Jean-Baptiste Claessens, Léon Darrien, Lucien Dehoux, Ernest Deleu, Émile Duboisson, Ernest Dureuil, Joseph Fiems, Marcel Hansen, Louis Henin, Omer Hoffman, Félix Logiest, Charles Maerschalck, René Paenhuijsen, Arnold Pierret, René Pinchart, Gaspard Pirotte, Augustien Pluys, Léopold Son, Édouard Taeymans, Pierre Thiriar, Henri Verhavert                                                       | 1.094,000 |